# Pacte du Majestic

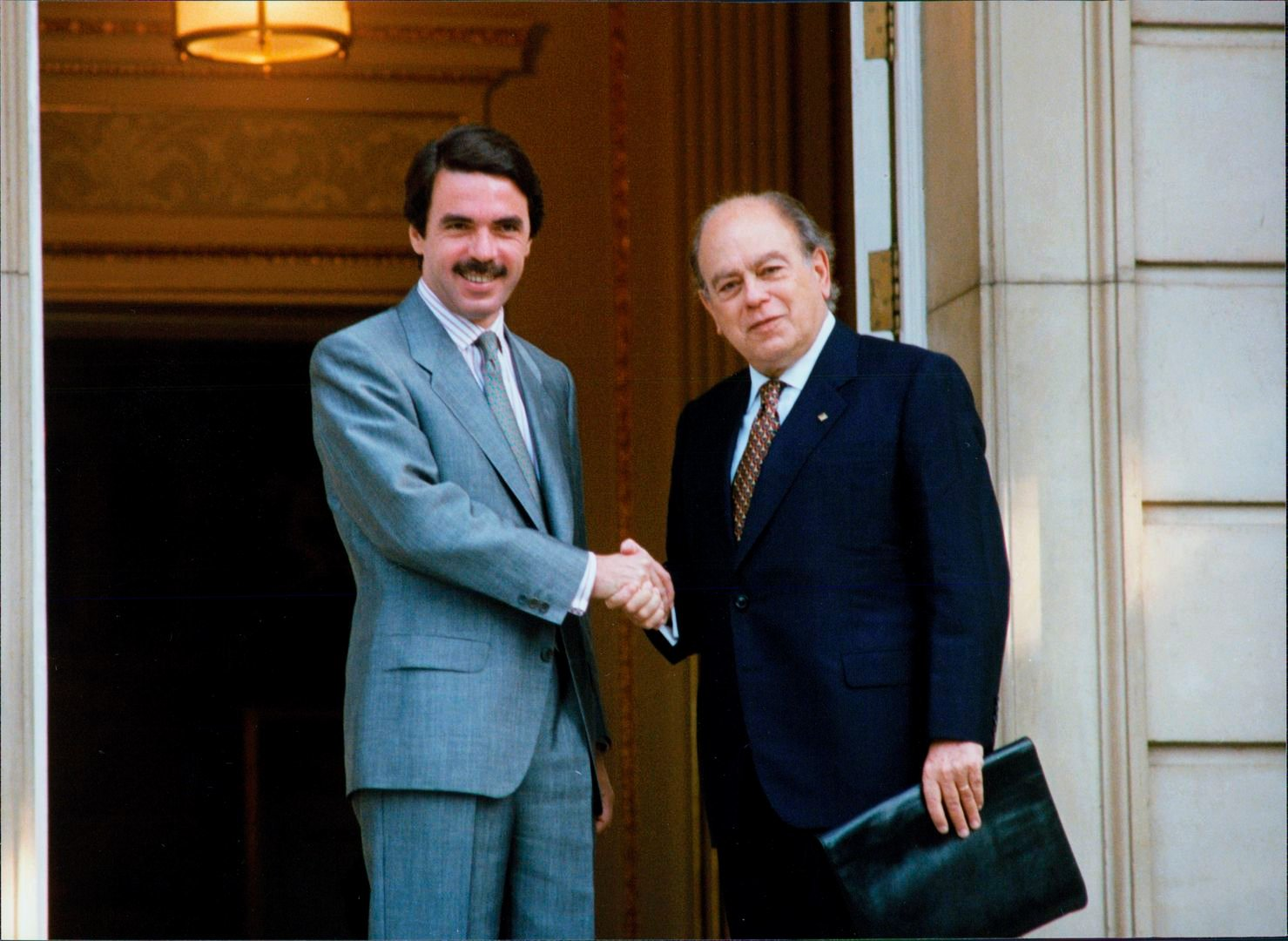
José María Aznar reçoit Jordi Pujol au palais de la Moncloa en juillet 1996.

Le pacte du Majestic est un accord conclu en 1996 à l'hôtel Majestic de Barcelone entre la coalition catalane nationaliste Convergència i Unió (CiU) et le Parti populaire (PP), en vertu duquel le parti de Jordi Pujol apportera son soutien à l'investiture de José María Aznar comme président du gouvernement espagnol en échange de certaines concessions, relatives à l'approfondissement de l'autonomie catalane, la fin du service militaire en Espagne et le soutien du PP à CiU dans la communauté autonome  de Catalogne.

## Présentation
L'accord est le résultat de deux mois de négociations au cours desquels le dîner du 28 avril à l'hôtel Majestic sur le Passeig de Gràcia à Barcelone joue un rôle clé. CiU s'engage à l'issue du pacte à soutenir l'investiture d'Aznar comme président. L'accord débouche également sur un développement du financement autonomique, déjà entamé au cours de l'étape des gouvernements socialistes, ainsi que sur un transfert concerté de nouvelles compétences à la Catalogne en matière de police de la circulation,, et l'abolition du service militaire en Espagne. Selon Jordi Pujol, c'est également à la suite de ce pacte que la figure du gouverneur civil est supprimée, pour être remplacée par celle de délégué du gouvernement espagnol
Selon ce qu'il affirme dans ses mémoires, Jordi Pujol avait déjà eu une réunion secrète avec Felipe González dans une villa du CESID, au cours de laquelle celui-ci avait conseillé à CiU de soutenir le PP par « sens des responsabilités », si bien qu'ils avaient ensemble exclu la possibilité de former une alliance multipartite pour empêcher le gouvernement PP,.
Le samedi 4 mai 1996, Aznar, candidat du PP, est investi président du gouvernement à la majorité absolue lors du premier vote grâce au soutien de CiU, du Parti nationaliste basque et de Coalition canarienne.
| Vote d'investiture de José María Aznar (PP) Majorité absolue : 176/350 |                                               |      |
| Vote                                                                   | Partis                                        | voix |
| Oui                                                                    | PP (156), CiU (16), PNB (5), CC (4)           | 181  |
| Non                                                                    | PSOE (141), UI (21), BNG (2), ERC (1), EA (1) | 166  |
| Abstention                                                             | UV (1)                                        | 1    |
| Les 2 députés de Herri Batasuna sont absents lors du vote.             |                                               |      |

Outre l'accord sur l'investiture et les changements en termes de politique régionale, le pacte aura une autre contrepartie à la suite des élections au Parlement de Catalogne de 1999, le PP apportant son soutien à CiU, ce dernier n'ayant pas obtenu la majorité absolue.
Le pacte du Majestic aura également des conséquences importances sur la ligne politique du Parti populaire de Catalogne (PPC), car il implique également la destitution de son leader Alejo Vidal-Quadras la même année, qui avait incarné « une opposition fermée et consistante à l'hégémonie pujoliste dans la région », et son remplacement par Alberto Fernández Díaz. Selon l'historien Antonio Rivera Blanco, avec cet exemple de realpolitik de la part de la droite, permettant son premier accès au pouvoir depuis la fin de la transition démocratique, « Le changement de culture politique était radical. » Dans les mots du leader catalaniste Jordi Pujol : « Nous avons pu passer de l'attitude agressive d'Aleix [Alejo] Vidal-Quadras à celle de Josep Piqué et Francesc Vendrell (ca), issus de l'aile la plus catalaniste du PP. On nous a également consultés au sujet de quelques nominations de personnes du PP que l'on voulait faire en Catalogne ».
Par la suite, l'expression « pacte du Majestic » est utilisée tant dans la sphère politique que dans les médias pour désigner la possibilité de nouveaux accords entre le PP et CiU,,,.